# Nicolae Timofti
Nicolae Timofti (n. 22 decembrie 1948, Ciutulești, Florești, RSS Moldovenească, URSS) este un jurist și politician din Republica Moldova, cel de-al IV-lea președinte al Republicii Moldova. A fost ales de Parlament la 16 martie 2012 și a depus jurământul de credință la 23 martie 2012. În momentul alegerii în funcția de președinte al Republicii Moldova, Timofti era Președinte al Consiliului Superior al Magistraturii moldovene (CSM).

## Biografie

### Viața timpurie
Nicolae Timofti s-a născut pe 22 decembrie în anul 1948 în Ciutulești, Florești în Republica Sovietică Socialistă Moldovenească. Părinții săi sunt originari din raionul Cantemir. Tatăl, Vasile Timofti, originar din satul Gotești, iar mama, Elena Timofti (până la căsătorie, Bujac), originară din satul Ciobalaccia.
Bunicul său, Tudor Timofti, în 1940, sub amenințarea de a fi omorât de „noua putere”, a fost forțat să se retragă în minele Donbasului. A revenit în Moldova în 1946, dar fără dreptul de întoarcere la locurile natale. Se stabilește cu traiul, împreună cu familia, în satul Ciutulești, unde la 22 decembrie 1948 se naște Nicolae Timofti.
La începutul anului 1949, toată familia Timofti se mută în orașul Florești.
La 6 iulie 1949, bunicul Tudor Timofti, cu soția și patru copii, sunt deportați în regiunea Amur, unde Tudor Timofti a decedat în 1953.
În familia Elenei și a lui Vasile Timofti au crescut cinci copii.
După studiile medii școlare din orașul Florești, din 1964 până în 1965 a fost funcționar al departamentului ce era răspunzător de starea drumurilor din Raionul Florești. Apoi până în 1967 a lucrat ca pădurar. Nicolae Timofti a urmat Facultatea de Drept a Universității de Stat din Moldova, în perioada 1967-1972. După universitate, a fost recrutat în armată timp de 2 ani (1972-1974) în Germania de Est, unde a obținut gradul de locotenent-major.

### Viață personală
Soția sa, Margareta Timofti, este șefa Direcției activitate cu publicul la Biblioteca națională pentru copii “Ion Creangă”.
Are trei fii:
- Alexei (n. 1977) a terminat facultatea de științe juridice. E căsătorit și lucrează ca avocat, având propriul său birou.
- Nicolae (n. 1980), cunoscut ca Nicu, lucrează ca prezentator de știri sportive și comentator sportiv la postul "Prime TV" (iar anterior, prezentator de știri din sport la "Pro TV Chișinău").
- Ștefan (n. 1989) este pasionat de fotbal jucând la clubul "Olhionia".[7]

### Cariera
După serviciul militar, în anii 1974-1976, a lucrat în calitate de consultant superior la Ministerul Justiției al Republicii Sovietice Socialiste Moldovenești. La 11 aprilie 1976 este ales judecător în fostul raion Frunze al orașului Chișinău, de unde, la 10 aprilie 1980, este transferat ca judecător la Judecătoria Supremă. În 1987, Timofti l-a judecat pe disidentul Gheorghe David.
În iunie 1990 este ales vicepreședinte al Judecătoriei Supreme – președinte al Colegiului Penal, reprezentant al colegiului judecătoresc.
După reformarea sistemului judecătoresc, în 1996, este numit președinte al Curții de Apel și destituit din această funcție în decembrie 2001.
Din 1996 și până în 2012 este președinte al Asociației Judecătorilor din Republica Moldova.
A participat la elaborarea proiectelor de lege care au stat la baza noului sistem judecătoresc și la promovarea reformei de drept și a celei judecătorești.
În octombrie 1996 a fost decorat cu ordinul „Gloria Muncii” și în decembrie 1998 i-a fost conferit titlul de „Om emerit”.
Din 1996 până în decembrie 2001 a activat ca Președinte al Curții de Apel din Chișinău, reprezentant al Asociației Judecătorilor, membru al consiliului magistraturii din R.M.
Între 1995-2000 și 2005-2009 a fost membru al consiliului Curții. În 2005 a fost desemnat din nou, ca judecător al Curții Supreme de Justiție.
În 2009 a fost ales din nou, ca membru al Consiliului Magistraturii, fără dreptul de a contopi acest post cu activitatea de judecător, iar în martie 2011 a fost Președinte al Consiliului Superior al Magistraturii. I-au fost acordate distincții pentru meritele sale deosebite pentru activitatea sa de judecător.

## Președinte
Pentru ieșirea din impasul politic, în care se afla Republica Moldova mai bine de 2 ani și jumătate, a fost luată decizia de a vota un candidat apartinic la funcția de șef al statului. Această idee a luat viață atunci când 3 membri ai Partidului Comunist în frunte cu Igor Dodon au părăsit PCRM și au creat propriul partid numit Partidul Socialiștilor din Republica Moldova (PSRM). Așa cum Alianța pentru Integrare Europeană (AIE) totaliza doar 58 de mandate iar pentru alegerea președintelui era nevoie de 61 voturi, noul partid PSRM cu cei trei membri parlamentari puteau juca un rol decisiv în soarta țării. Președintele PSRM, Igor Dodon, a acceptat să participe la alegerea șefului statului cu condiția că candidatul trebuie să nu reprezinte interesele niciunui partid din parlament. Din multitudinea de candidați propuși care uneori nu găseau nici măcar susținerea întregii Alianțe, judecătorul Nicolae Timofti, a fost acea soluție de compromis care a împăcat toate părțile.
Pe data de 16 martie 2012, Nicolae Timofti a fost ales în funcția de președinte cu toate cele 62 voturi disponibile, încă un vot de la deputatul neafiliat Mihai Godea (fost membru PLDM). Partidul Comunist a refuzat să participe la vot. Potrivit Art 80 din Constituția Republicii Moldova, „mandatul Președintelui Republicii Moldova durează 4 ani și se exercită de la data depunerii jurământului”.
La 22 mai 2012, Nicolae Timofti a promulgat Legea cu privire la modificarea și completarea Legii nr. 100 privind actele de stare civilă; ca urmare a acestei legi, cetățenii moldoveni pot să-și indice în actul de identitate naționalitatea română dacă se auto-identifică români.

### Angajamentele asumate
În funcția de președinte al țării, Nicolae Timofti, s-a angajat să respecte zece angajamente înaintate de Partidul Socialiștilor, pentru a fi susținut la alegerile din 16 martie. Igor Dodon a făcut publice condițiile din "testul statalității" pe care, în opinia sa, șeful statului trebuie să-l treacă pe durata mandatului.
Iată care sunt cele zece angajamente pe care și le-a asumat șeful statului, Nicolae Timofti:
1. Protejarea și afirmarea statalității, integrității teritoriale, independenței și suveranității statului moldovenesc.
2. Respectarea neutralității țării și neacceptarea aderării Republicii Moldova la niciun bloc politico-militar, precum și neadmiterea dislocării de trupe și a obiectelor militare ale altor state pe teritoriul Republicii Moldova.
3. Respectarea normelor constituționale în vigoare și păstrarea intactă a tuturor prevederilor Constituției statului; neacceptarea adoptării unei Constituții noi.
4. Menținerea statutului de membru al Comunității Statelor Independente al Republicii Moldova.
5. Menținerea echilibrului în relațiile politice externe, în raport cu Estul și cu Vestul.
6. Menținerea și respectarea statutului oficial al limbii moldovenești ca limbă de stat a Republicii Moldova.
7. Instaurarea păcii civice în țară prin consolidarea poporului moldovenesc și respectarea drepturilor minorităților etnice din Republica Moldova.
8. Protejarea tradițiilor și valorilor morale autohtone, în spiritul religiei creștine, cu respectarea statutului laic al Republicii Moldova.
9. Păstrarea propriei neutralități politice, ca șef de stat, neaderarea la niciun partid și neparticiparea pe liste electorale; promovarea pluralismului politic și poziționarea în calitate de arbitru în raport cu puterile de bază (legislativă, executivă și judecătorească) și în raport cu alți actori politici din Republica Moldova.
10. Deținerea unei singure cetățenii, moldovenești.

## Critici
În aprilie 2013 s-a aflat, și Nicolae Timofti a recunoscut, că, el a fost judecătorul care în anul 1987 l-a găsit vinovat pe disidentul pro-român Gheorghe David de „propagandă sistematică, în scris și oral, a ideilor cu caracter naționalist, urmărind scopul de a provoca dușmănie națională față de persoanele de naționalitate rusă, de a discredita politica națională leninistă a PCUS”, că ar fi „răspândit născociri vădit false care compromit orânduirea sovietică” și l-a trimis la tratament psihiatric forțat. Într-o scrisoare deschisă, pe 16 aprilie 2013, Nicolae Timofti a spus „că regretă că a fost pus în situația să aplice o lege inumană și a explicat faptul că, în calitate de judecător, era obligat să aplice legea, în materialul probatoriu instrumentat de procuratura RSSM figurând o expertiză medicală semnată de un consiliu de medici, iar apărarea nu a prezentat probe ce ar fi combătut concluziile procurorilor” și și-a cerut iertare de la rudele acelui om. În scrisoare, Nicolae Timofti mai spune că, consideră că și-a reparat „acea eroare judiciară parțial” când și-a revizuit decizia în anul 1988 și a decis scoaterea de sub tratament psihiatric forțat a lui Gheorghe David.
Totodată, Timofti a afirmat atunci că „instituția prezidențială a devenit obiectul unei campanii de denigrare din cauza poziției șefului statului cu privire la retragerea trupelor rusești din regiunea transnistreană, statutul limbii române și parcursul european al Republicii Moldova”.
Atunci, liderul PL, Mihai Ghimpu, a cerut demisia lui Nicolae Timofti pentru această faptă: „Un președinte care a băgat un tânăr la casa de nebuni pentru adevăr nu poate rămâne în funcție”.
Pe parcursul mandatului său, Nicolae Timofti a fost criticat pentru faptul că de multe ori poziția sa oficială a fost prezentată de purtătorului său de cuvânt, Vlad Țurcanu, în locul său.
El a mai fost criticat și pentru înmânarea unui număr mare de distincții de stat, printre beneficiarii acestora numărându-se mulți funcționari și demnitari de stat, persoane controversate, sau ale căror merite nu ar fi justificate.

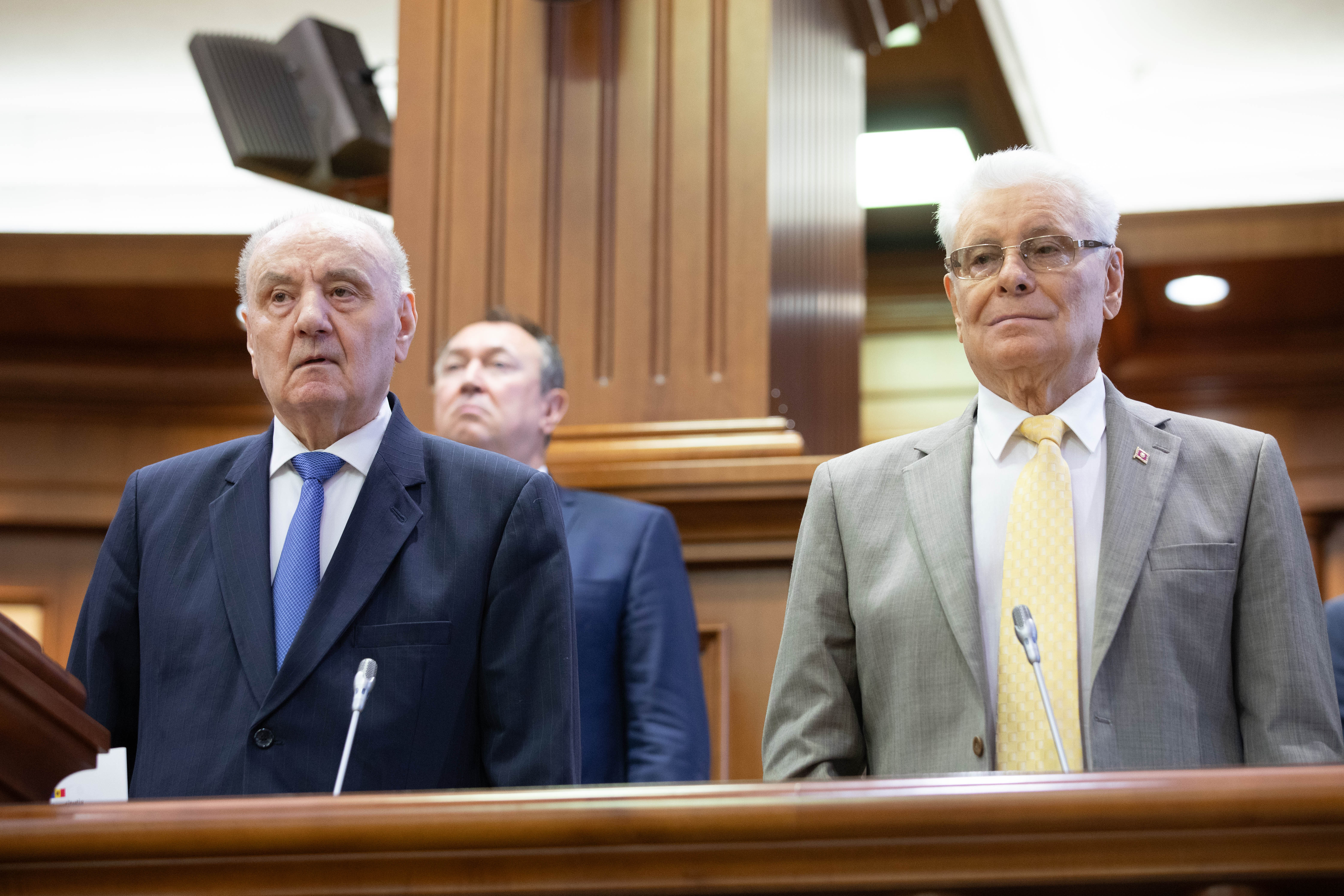
Foștii președinți moldoveni Nicolae Timofti (stânga) și Petru Lucinschi (dreapta) în 2024

## Premii și distincții
- 1996 – Ordinul „Gloria Muncii”[16][17]
- 1998 – titlul „Om Emerit”.[17] Diploma de Onoare a Consiliului Superior al Magistraturii moldovene
- 2001 – Veteran al sistemului judiciar
- 2006 – Decan al autorității judecătorești
- 2013 – Ordinul Republicii Serbia[18]
- 2015 – Doctor Honoris Causa al Universității „Ștefan cel Mare” din Suceava, România
- 2016 – Ordinul "Steaua României" [19] & Ordinul "Stara Planina" (Bulgaria)[20]